# Castillo de Esporão
El Castillo de Esporão, también conocido como Torre do Esporão o Solar da Herdade do Esporão es una estructura arquitectónica de fortificación situada en la parroquia, pueblo y municipio de Reguengos de Monsaraz, en el distrito de Évora, Portugal.
Considerada como una de las torres más importantes construidas en el paso de la Edad Media a la Edad Moderna, está constituida por la antigua casa solariega de la finca de Mendes de Vasconcelos, familia noble en ascenso en la Corte de Portugal, vinculada a la Casa de Braganza, en la segunda mitad del siglo XVI.
Hoy en día es propiedad del empresario portugués José Roquette, descendiente de la familia Holtreman.

## Historia

### Torre medieval tardía
La Herdade do Esporão tiene sus límites establecidos desde el 2 de mayo de 1267. La torre fue erigida por el morgado D. Álvaro Mendes de Vasconcelos, entre los años 1457 y 1490, fechas que corresponden respectivamente al momento de su posesión y su muerte. Álvaro Mendes fue caballero de la casa del Duque de Braganza y gobernante de la ciudad de Évora.
Está clasificada como «Propiedad de Interés Público» por Decreto publicado el 18 de julio de 1957.

### Proyecto de recuperación
En 1973 la Herdade do Esporão fue adquirida por Joaquim Bandeira y José Alfredo Parreira Holtreman Roquette, quienes crearon «Finagra - Sociedade Industrial e Agrícola» el 27 de septiembre de ese año, iniciando un exitoso proyecto vitivinícola. A lo largo de los años, la empresa ha llevado a cabo una gestión con las autoridades públicas para rehabilitar el patrimonio arquitectónico bajo su responsabilidad. Con la autorización otorgada por IGESPAR, y asumiendo plenamente los costos del proyecto, FINAGRA procedió a la restauración y recalificación del monumento, cuyas obras se desarrollaron durante cuatro años, de 2000 a 2003.
A finales de octubre de 2004, la Torre del Esporão reabrió sus puertas con una exposición arqueológica.

## Características

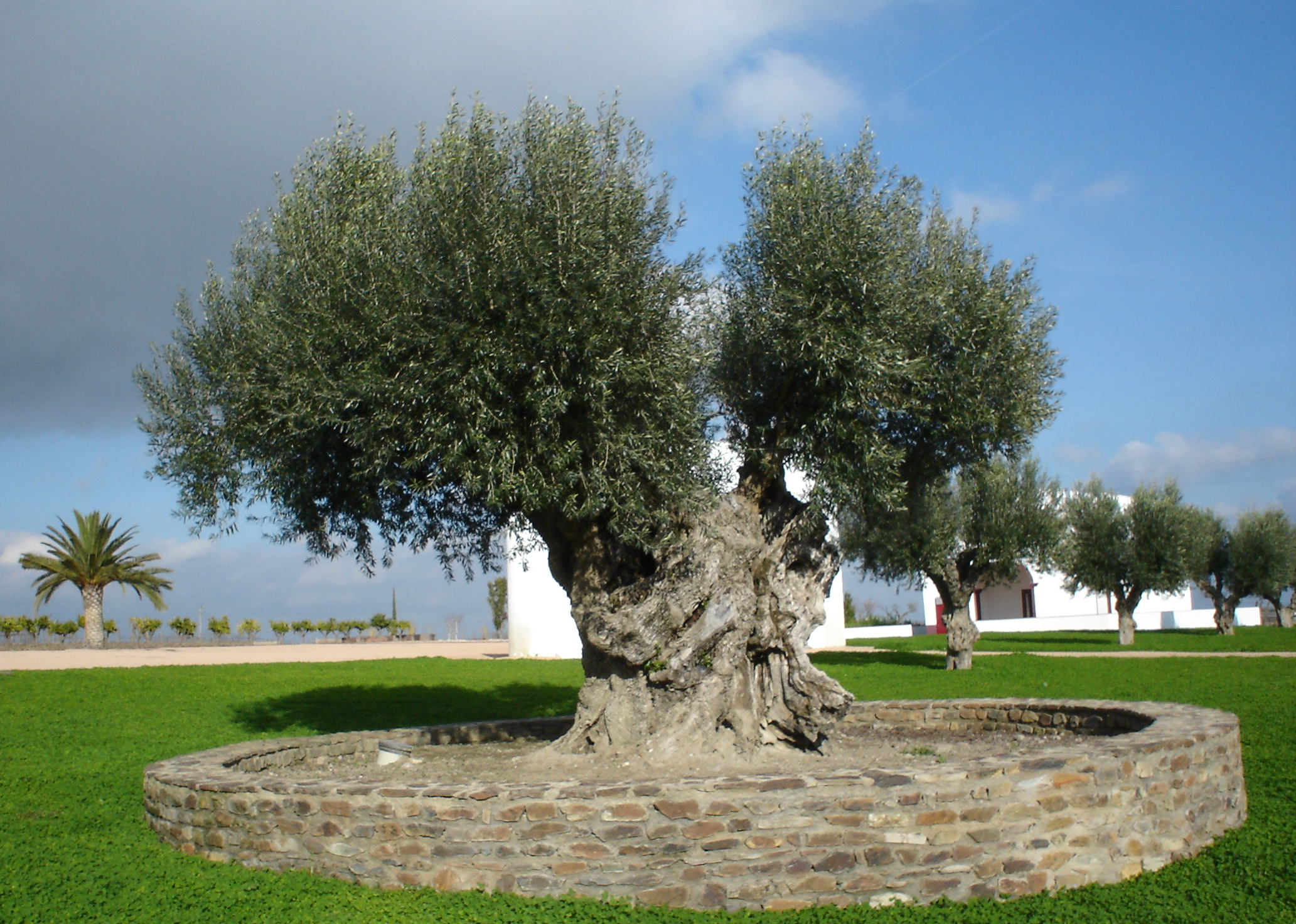
Un viejo olivo frente a la Capilla de Nossa Senhora dos Remédios, en Esporão.

La Torre del Esporão tiene una planta en forma de cuadrilátero con las dimensiones de 14,4 por 10,9 metros. Estas dimensiones, más amplias que las practicadas en la región en ese momento, llegaron a influir en estructuras similares en el Alentejo.
Inscrita en el conjunto de la llamada Cerca do Esporão, a lo largo de los siglos su diseño inicial fue significativamente alterado. El conjunto consta de una puerta fortificada de arco, con una escalera de caracol por la que se accede a la terraza defensiva y a la Ermita de Nuestra Señora de los Remedios, en la que destacan los frescos de la capilla principal, también restaurada en el marco del proyecto de recuperación.